# Resurrection Band
Resurrection Band (também conhecida como Rez Band ou Rez) foi formada durante o auge do movimento "Jesus movement" no fim dos anos 1960 e início da década de 1970, se tornando desde então, um dos grandes expoentes do rock cristão mundial.
O grupo, que toca hard rock convergindo para o metal, vivia junto em uma casa comum em Milwaukee e viajavam pelos Estados Unidos em um depredado ônibus vermelho, tocando onde eram recebidos.
Ao longo da carreira, a banda lançou vinte álbuns, incluindo três coletâneas.

## Formação
- Stu Heiss - guitarra, teclado
- Wendi Kaiser - vocal
- Glenn Kaiser - vocal, guitarra, dulcimer, gaita
- Jim Denton - baixo, teclado (1974-1987)
- Roy Montroy - baixo, teclado (1987-…)
- John Herrin - bateria

## Discografia

### K7
- 1973 - All Your Life
- 1974 - Music to Raise the Dead

### Álbuns de estúdio
- 1978 - Awaiting Your Reply
- 1979 - Rainbow's End
- 1980 - Colours
- 1981 - Mommy Don't Love Daddy Anymore
- 1982 - D.M.Z.
- 1984 - Hostage
- 1985 - Between Heaven 'N Hell
- 1988 - Silence Screams
- 1989 - Innocent Blood
- 1991 - Civil Rites
- 1993 - Reach of Love
- 1995 - Lament
- 1997 - Ampendectomy

### Compilações
- 1984 - The Best of REZ: Music to Raise the Dead
- 1988 - REZ: Compact Favorites
- 1995 - The Light Years

### Ao vivo
- 1984 - Live Bootleg
- 1992 - XX Years Live